# 新生コベルコリース
新生コベルコリース株式会社（しんせいコベルコリース）は、各種動産のリース、割賦販売を営む企業である。

## 概要
主に神戸製鋼所グループ向けに、建機などのリースを取り扱っており、神戸製鋼所グループと営業上密接な取引がある。

## 沿革
- 1984年（昭和59年）10月 - 神戸製鋼所及び神鋼商事の出資により神戸市灘区岩屋中町4-2-15にて神鋼リース株式会社を設立[2]。
- 1985年（昭和60年）4月 - 東京支店を開設[2]。
- 1986年（昭和61年）
  - 6月 - 加古川営業所を開設[2]。
  - 7月 - 名古屋出張所を開設[2]。
  - 8月 - 関門出張所を開設[2]。
  - 9月 - 本社を神戸市中央区脇浜町2-10-26に移転[2]。
- 1987年（昭和62年）3月 - 福岡営業所を開設、名古屋出張所を営業所に改称[2]。
- 1988年（昭和63年）
  - 1月 - 大阪支店及び神戸支店を開設、加古川営業所を支店に改称[2]。
  - 11月 - 本社及び神戸支店を神戸市中央区雲井通4-2-2に移転[2]。
- 1990年（平成2年）4月 - 仙台営業所を開設。福岡営業所を九州支店に改称。真岡出張所を開設[2]。
- 1991年（平成3年）
  - 4月 - 広島出張所を開設[2]。
  - 10月 - 名古屋営業所を支店に改称[2]。
- 1994年（平成6年）
  - 4月 - 新潟営業所を開設[2]。
  - 6月 - 本社及び神戸支店を神戸市中央区脇浜町2-10-26に移転[2]。
- 1999年（平成11年）4月 - 仙台営業所を支店に改称。新潟営業所を廃止。広島出張所を営業所に改称[2]。
- 2000年（平成12年）3月 - セントラルリース（現・三菱HCキャピタル）が当社の80%の株式を取得[2][3]。
- 2001年（平成13年）6月 - 北陸出張所を開設[2]。
- 2002年（平成14年）5月 - 札幌出張所及び高松出張所を開設[2]。
- 2009年（平成21年）
  - 8月 - 大阪支店を本社内に移転[2]。
  - 10月 - 東日本営業部、本社営業部、西日本営業部を新設。神戸支店を本社営業部に改称。大阪支店を関西支店に改称[2]。
- 2010年（平成22年）10月 - 北陸出張所を廃止[2]。
- 2013年（平成25年）
  - 3月 - 本社、第一営業部、建機営業部を現在地に移転[2]。
  - 7月 - 広島営業所を開設、長府営業所を廃止[2]。
- 2014年（平成26年）1月 - 真岡出張所を廃止[2]。
- 2015年（平成27年）6月 - 広島営業所を広島建機営業室に改称[2]。
- 2019年（令和元年）7月 - 昭和リースが三菱UFJリース（現・三菱HCキャピタル）から当社の80%の株式を取得[2][4][5][6]。
- 2020年（令和2年）10月 - 第一営業部、建機営業部を組織変更し、本社営業部、東京営業部、広島支店を新設[2]。
- 2022年（令和4年）4月 - 社名を新生コベルコリース株式会社へ変更[2]。

## 拠点・ネットワーク

### 本社営業部
- コベルコグループ営業チーム - 兵庫県神戸市中央区脇浜海岸通2丁目2番4号[7]
- 本社営業チーム - 兵庫県神戸市中央区脇浜海岸通2丁目2番4号[7]
- 加古川営業所 - 兵庫県加古川市別府町新野辺畑下525-2　加古川神鋼ビル[7]
- 大阪営業所 - 大阪府大阪市中央区北浜2丁目6番18号　淀屋橋スクエアビル[7]

### 東京営業部
- 東京営業チーム - 東京都品川区北品川5丁目9番11号　大崎MTビル[7]

### 支店・営業所
- 仙台支店 - 宮城県仙台市青葉区一番町1-2-25　仙台NSビル[7]
- 名古屋支店 - 愛知県名古屋市西区名駅2-27-8　名古屋プライムセントラルタワー[7]
- 九州支店 - 福岡県福岡市博多区博多駅中央街1-1　新幹線博多ビル[7]
- 札幌営業所 - 北海道札幌市白石区本通21丁目南1-67　東日本コベルコ建機株式会社 北海道支社内[7]
- 高松出張所 - 香川県高松市林町263-1　トーヨースギウエ株式会社本社内[7]